# NGC 1592
NGC 1592 est une galaxie irrégulière naine située dans la constellation de l'Éridan. NGC 1592 a été découverte par l'astronome britannique John Herschel en 1835.

## Caractéristiques
Sa vitesse par rapport au fond diffus cosmologique est de 905 ± 4 km/s, ce qui correspond à une distance de Hubble de 13,3 ± 0,9 Mpc (∼43,4 millions d'al).
À ce jour, une mesure non basée sur le décalage vers le rouge (redshift) donne une distance d'environ 9,120 Mpc (∼29,7 millions d'al). Cette valeur est à l'extérieur des valeurs de la distance de Hubble. Mais, puisque cette galaxie est relativement rapprochée du Groupe local, il est probable que cette valeur soit plus près de la distance réelle de NGC 1592. Notons cependant que c'est avec la valeur moyenne des mesures indépendantes, lorsqu'elles existent, que la base de données NASA/IPAC calcule le diamètre d'une galaxie.
NGC 1592 présente une large raie HI.
En raison d'une brillance de surface égale à 14,18 mag/am2, on peut qualifier NGC 1592 de galaxie à faible brillance de surface (LSB en anglais pour low surface brightness). Les galaxies LSB sont des galaxies diffuses (D) avec une brillance de surface inférieure de moins d'une magnitude à celle du ciel nocturne ambiant.